# Остроготи
Остроготите (на латински: Ostrogothi, Austrogothi), наричани още остготи, са германско племе, източен клон на по-старото племе готи, другият основен клон на които са визиготите. Произходът на остроготите е свързан с гревтунгите, мигрирали на юг от Балтийско море. През III и IV век те създават свое кралство на север от Черно море, което поставя началото на империя, разпростряла се обратно на север до Балтийско море.
Може да се предполага, че остроготите са били грамотни към III век. Силно развита е била търговията с Римската империя. Кулминацията в развитието в този период е свързана с управлението на Ерманарих. Има сведения, че той се самоубива на преклонна възраст, когато, около 370 година, хуните нападат остроготите и ги подчиняват. През следващите 80 години има малко информация за съдбата на остроготите, преди те отново да се появят в Панония по средното течение на Дунав като федерати на римляните. Когато империята на хуните се разпада след битката при Недао, остроготите се преселват на запад – към Илирия и границите на Италия. Някои обаче се установяват в Крим, формирайки кримските готи, просъществували самостоятелно поне до XVI век.
При управлението на Теодорих Велики, към края на V и през VI век по-голямата част от остроготите отново мигрира. Първоначално, около 475 – 488 година, те се преселват в Мизия. През 493 година Теодорих побеждава Одоакър, с което се поставя началото на Остроготското кралство, обхващащо днешна Италия и съседните ѝ райони. Тези събития са последвани от период на нестабилност, в резултат на който, през 535 година, византийският император Юстиниан I обявява война на остроготите, поставяйки си за цел да възстанови бившите западни провинции на Римската империя. Отначало кампанията на Юстиниан е успешна, но впоследствие остроготите успяват да възстановят по-голямата част от завладените от него територии. Това става под управлението на Тотила и продължава до смъртта му в битката при Буста Галорум. Военните действия продължават общо 21 години, причинявайки огромни щети в цяла Италия. Населението на полуострова намалява, а оцелелите от войната остроготи са погълнати от лангобардите, основали през 568 година Лангобардското кралство.